# Střelná (Ochoz)
Střelná (německy Schussdorf) je osada obce Ochoz v okrese Prostějov v Olomouckém kraji. Osada zcela navazuje na zastavěné území Ochoze, ale její ulicová zástavba je stále zřetelná. Nachází se asi 3 km severovýchodně od Konice, 23 km severozápadně od Prostějova a asi 29 km západně od Olomouce.
Střelná vznikla roku 1785 rozdělením panského dvora, ve stejném roce a stejným způsobem vznikl i sousední Michnov. Do roku 1849, kdy byla sloučena s Ochozí, byla samostatnou obcí. Mívala i svůj znak: byly na něm zobrazeny tři kopce, na prostředním byl kříž, na postranních stromy. Nad nimi byl orel s korunkou na hlavě.
V současnosti je ve Střelné registrováno 17 čísel popisných (čísla 51 až 59 na západní a 60 až 68 (čp. 67 již neexistuje) na východní straně silnice). Prochází tudy silnice III/4881. U domu čp. 55 se nachází kříž.
| Rok            | 1793 | 1808 | 1834 | 1869 | 1880 | 1890 | 1900 | 1910 | 1921 | 1930 | 1950 | 1961 |
| -------------- | ---- | ---- | ---- | ---- | ---- | ---- | ---- | ---- | ---- | ---- | ---- | ---- |
| Počet obyvatel | 65   | 80   | 109  | 104  | 104  | 118  | 101  | 101  | 88   | 90   | 72   | 68   |
| Počet domů     | 18   | –    | –    | 18   | 18   | 18   | 18   | 18   | 17   | 18   | 18   | –    |